# Festival acadien de Clare
 (mai 2024).
Si vous disposez d'ouvrages ou d'articles de référence ou si vous connaissez des sites web de qualité traitant du thème abordé ici, merci de compléter l'article en donnant les références utiles à sa vérifiabilité et en les liant à la section « Notes et références ».
Le Festival acadien de Clare (la Baie Sainte-Marie, Nouvelle-Écosse) est le plus ancien festival acadien au monde. Cette célébration de la culture et du patrimoine acadien s’étend sur deux semaines au mois de juillet-août de chaque année. Les nombreuses activités mettent en valeur la parole, les mets acadiens, la musique, le  théâtre, la danse et le patrimoine traditionnel et contemporain.  Cette manifestation rassemble en moyenne 40 000 participants tous les ans.

## Histoire
Le tout premier festival acadien de Clare a eu lieu en 1955.  À ce moment, les gens de la région avaient décidé d'organiser une célébration qui se nomma « La Fête régionale du bicentenaire acadien à la Baie Sainte-Marie » et qui se déroula du 7 au 10 mai 1955. À la suite de la popularité de cet événement, la Chambre de commerce a décidé de continuer les célébrations l'année suivante en changeant de nom pour le "Festival acadien de Clare".
Depuis 2006, en plus de mettre en vedette les groupes professionnels de la Baie, le festival accueille quelques grand noms de groupes acadiens provenant surtout du Nouveau-Brunswick et de la Louisiane.

## Organisation
Le festival est dirigé par un conseil d'administration composé de 11 personnes de la région. Le festival compte sur l'appui et l'aide de plusieurs bénévoles pour la réalisation de ses activités. 

## Sources
1. ↑  Radio-Canada, « Le plus vieux festival acadien arrive à Clare », sur Radio-Canada, 28 juillet 2023 (consulté le 13 août 2025)